# Dresdner Straße (metropolitana di Vienna)
Dresdner Straße è una stazione della linea U6 della metropolitana di Vienna situata nel 20º distretto.

## Descrizione
La fermata è stata inaugurata il 4 maggio 1996 come parte del prolungamento settentrionale della linea metropolitana U6 da Nußdorfer Straße a Floridsdorf. 
La struttura si sviluppa su due livelli in sotterranea sotto Hellwagstraße. L'accesso ai treni avviene tramite una piattaforma centrale a cui si accede con scale mobili e ascensori; non ci sono quindi barriere architettoniche. Le uscite portano a una zona pedonale chiusa al traffico automobilistico.
La stazione si trova all'incrocio con Meldemannstraße, dove tra il 1905 e il 2003 si trovava l'omonimo ostello maschile per senzatetto, in cui Adolf Hitler alloggiò tra il 1910 e il 1913. Nel 2003 l'ostello è stato chiuso, ristrutturato e riconvertito in casa di riposo ("Seniorenschlössl Brigittenau"), inaugurata nel 2009.

## Ingressi
- Hellwagstraße
- Pasettistraße